# Công thức Legendre
Trong toán học, Công thức Legendre là biểu thức tính số mũ của lũy thừa lớn nhất của số nguyên tố p mà là ước của  n!.  Công thức được đặt tên theo nhà toán học Adrien-Marie Legendre.  Đôi khi nó cũng được gọi là công thức de Polignac, theo tên của Alphonse de Polignac.

## Phát biểu
Cho số nguyên tố p và bất kỳ số tự nhiên n, gọi {\displaystyle \nu _{p}(n)} là số mũ của lũy thừa lớn nhất  p mà là ước của n (tức là định giá p-adic của n).  Khi đó
{\displaystyle \nu _{p}(n!)=\sum _{i=1}^{\infty }\left\lfloor {\frac {n}{p^{i}}}\right\rfloor ,}
trong đó {\displaystyle \lfloor x\rfloor } là hàm lấy phần nguyên.  Mặc dù tổng ở vế phải có vô hạn số phần tử, cho bất kỳ giá trị của n và p, nó vẫn chỉ có hữu hạn số phần tử khác không, lý do như sau: lấy các giá trị i đủ lớn sao cho {\displaystyle p^{i}>n}, ta có {\displaystyle \textstyle \left\lfloor {\frac {n}{p^{i}}}\right\rfloor =0}. Nhờ đó, rút gọn công thức trên thành
{\displaystyle \nu _{p}(n!)=\sum _{i=1}^{L}\left\lfloor {\frac {n}{p^{i}}}\right\rfloor \,,}
trong đó {\displaystyle L=\lfloor \log _{p}n\rfloor }.

### Ví dụ
Xét n = 6, ta có {\displaystyle 6!=720=2^{4}\cdot 3^{2}\cdot 5^{1}}.  Các số mũ {\displaystyle \nu _{2}(6!)=4,\nu _{3}(6!)=2} và {\displaystyle \nu _{5}(6!)=1} có thể tính bằng công thức Legendre như sau:
{\displaystyle {\begin{aligned}\nu _{2}(6!)&=\sum _{i=1}^{\infty }\left\lfloor {\frac {6}{2^{i}}}\right\rfloor =\left\lfloor {\frac {6}{2}}\right\rfloor +\left\lfloor {\frac {6}{4}}\right\rfloor =3+1=4,\\[3pt]\nu _{3}(6!)&=\sum _{i=1}^{\infty }\left\lfloor {\frac {6}{3^{i}}}\right\rfloor =\left\lfloor {\frac {6}{3}}\right\rfloor =2,\\[3pt]\nu _{5}(6!)&=\sum _{i=1}^{\infty }\left\lfloor {\frac {6}{5^{i}}}\right\rfloor =\left\lfloor {\frac {6}{5}}\right\rfloor =1.\end{aligned}}}

### Chứng minh
Bởi {\displaystyle n!} là tích của các số nguyên dương từ 1 đến n, ta thu được ít nhất một p trong {\displaystyle n!} cho mỗi bội của p trpng {\displaystyle \{1,2,\dots ,n\}}, tổng cộng có {\displaystyle \textstyle \left\lfloor {\frac {n}{p}}\right\rfloor }.  Mỗi bội của {\displaystyle p^{2}} cho thêm một nhân tử p, và tương tự như vậy, mỗi bội của {\displaystyle p^{3}} cho thêm một nhân tử p, tiếp diễn như vậy cho các lũy thừa sau.  Cộng tất cả số này sẽ thu về được công thức tổng vô hạn cho {\displaystyle \nu _{p}(n!)}.

## Dạng khác
Ta cũng có thể viết lại công thức Legendre thành khai triển cơ số p của n.  Gọi {\displaystyle s_{p}(n)} là tổng các chữ số trong khai triển cơ số p của n thì
{\displaystyle \nu _{p}(n!)={\frac {n-s_{p}(n)}{p-1}}.}
Ví dụ chẳng hạn, n = 6 trong hệ nhị phân được viết là 610 = 1102, ta có {\displaystyle s_{2}(6)=1+1+0=2} nên
{\displaystyle \nu _{2}(6!)={\frac {6-2}{2-1}}=4.}
Tương tự, n = 6 trong hệ tam phân được viết là 610 = 203, ta có {\displaystyle s_{3}(6)=2+0=2} nên 
{\displaystyle \nu _{3}(6!)={\frac {6-2}{3-1}}=2.}

### Chứng minh
Viết {\displaystyle n=n_{\ell }p^{\ell }+\cdots +n_{1}p+n_{0}} trong hệ cơ số p.  Vì {\displaystyle \textstyle \left\lfloor {\frac {n}{p^{i}}}\right\rfloor =n_{\ell }p^{\ell -i}+\cdots +n_{i+1}p+n_{i}}, và do vậy
{\displaystyle {\begin{aligned}\nu _{p}(n!)&=\sum _{i=1}^{\ell }\left\lfloor {\frac {n}{p^{i}}}\right\rfloor \\&=\sum _{i=1}^{\ell }\left(n_{\ell }p^{\ell -i}+\cdots +n_{i+1}p+n_{i}\right)\\&=\sum _{i=1}^{\ell }\sum _{j=i}^{\ell }n_{j}p^{j-i}\\&=\sum _{j=1}^{\ell }\sum _{i=1}^{j}n_{j}p^{j-i}\\&=\sum _{j=1}^{\ell }n_{j}\cdot {\frac {p^{j}-1}{p-1}}\\&=\sum _{j=0}^{\ell }n_{j}\cdot {\frac {p^{j}-1}{p-1}}\\&={\frac {1}{p-1}}\sum _{j=0}^{\ell }\left(n_{j}p^{j}-n_{j}\right)\\&={\frac {1}{p-1}}\left(n-s_{p}(n)\right).\end{aligned}}}

## Ứng dụng
Công thức Legendre được dùng để chứng minh định lý Kummer.  Dưới trường hợp đặc biệt, nó có thể dùng để chứng minh rằng nếu n là số nguyên dương thì {\displaystyle {\binom {2n}{n}}} chia hết cho 4 khi và chỉ khi n không phải lũy thừa của 2.
Suy ra được từ công thức Legendre rằng hàm mũ p-adic có bán kính hội tụ bằng với {\displaystyle p^{-1/(p-1)}}.